# Новоіванівка (Кременчук)
Новоіва́нівка — місцевість Кременчука. Розташована в північно-західній частині міста.

## Історія
До 1926 року на території цієї місцевості існував хутір Новоіванівка, який був включений до Кременчука того року при розширенні. Від нього залишились дві назви топонімів — місцевість та Новоіванівський ринок, який був центральним ринком хутора.

## Розташування
Новоіванівка на сході межує з Нагірною частиною. На південному заході знаходиться Ревівка.
Обмежена:
- на північному заході — вул. Вадима Пугачова
- на південному заході — вул. Миру
- на півдні — вул. Миру та 1-м Піщаним провулком
- на північному сході — вул. Київською

## Опис
Новоіванівка — невеличкий район міста. На південному заході розташовується парк Миру.
Транспорт який обслуговує мікрорайон Новоіванівка:
Тролейбус 1, 1+, 6, 6+, 13
Маршрутне таксі 16, 30
У мікрорайоні Новоіванівка знаходиться Укрпошта 31(вул.Київська 56)